# Mid-Season Invitational 2015
Mid-Season Invitational 2015 hay MSI 2015 là giải đấu đầu tiên của Mid-Season Invitational – giải đấu Liên Minh Huyền Thoại do nhà phát hành Riot Games tổ chức sau giải Mùa Xuân của các khu vực, từ ngày 7 đến ngày 10 tháng 5 năm 2015 tại Trung tâm hành chính Donald L. Tucker ở Tallahassee, Florida. Các đội tham gia là 6 đội vô địch của giải Mùa Xuân : 5 đội đến từ Bắc Mỹ (LCS), Châu Âu (EU LCS), Trung Quốc (LPL), Hàn Quốc (LCK), Đài Loan/Hồng Kông/Ma Cao (LMS) và 1 đội đến từ khu vực Wildcard (Brazil, CIS, Nhật Bản, Mỹ Latin, Châu Đại Dương, Đông Nam Á) vô địch giải đấu Mid-Season International Wildcard Invitational (IWCI).
EDward Gaming đến từ Trung Quốc đã giành được danh hiệu MSI đầu tiên sau khi đánh bại SK Telecom T1 đến từ Hàn Quốc với tỷ số 3–2 ở trận chung kết.

## Địa điểm
Tallahassee là thành phố được chọn để tổ chức giải đấu. Tất cả các trận đấu sẽ được tổ chức tại Trung tâm hành chính Donald L. Tucker.
| Tallahassee, Florida, Hoa Kỳ          | Tallahassee, Florida, Hoa Kỳ |
| ------------------------------------- | ---------------------------- |
| Trung tâm hành chính Donald L. Tucker |                              |
| Tallahassee                           |                              |

## Thể thức

### Vòng khởi động
- 6 đội tham gia thi đấu.
- Các đội sẽ thi đấu theo thể thức Vòng tròn 1 lượt (Round Robin).
- Tất cả các trận đấu sẽ thi đấu theo thể thức BO1.
- 4 đội có thành tích tốt nhất của sẽ tiến vào vòng phân nhánh.

### Vòng phân nhánh

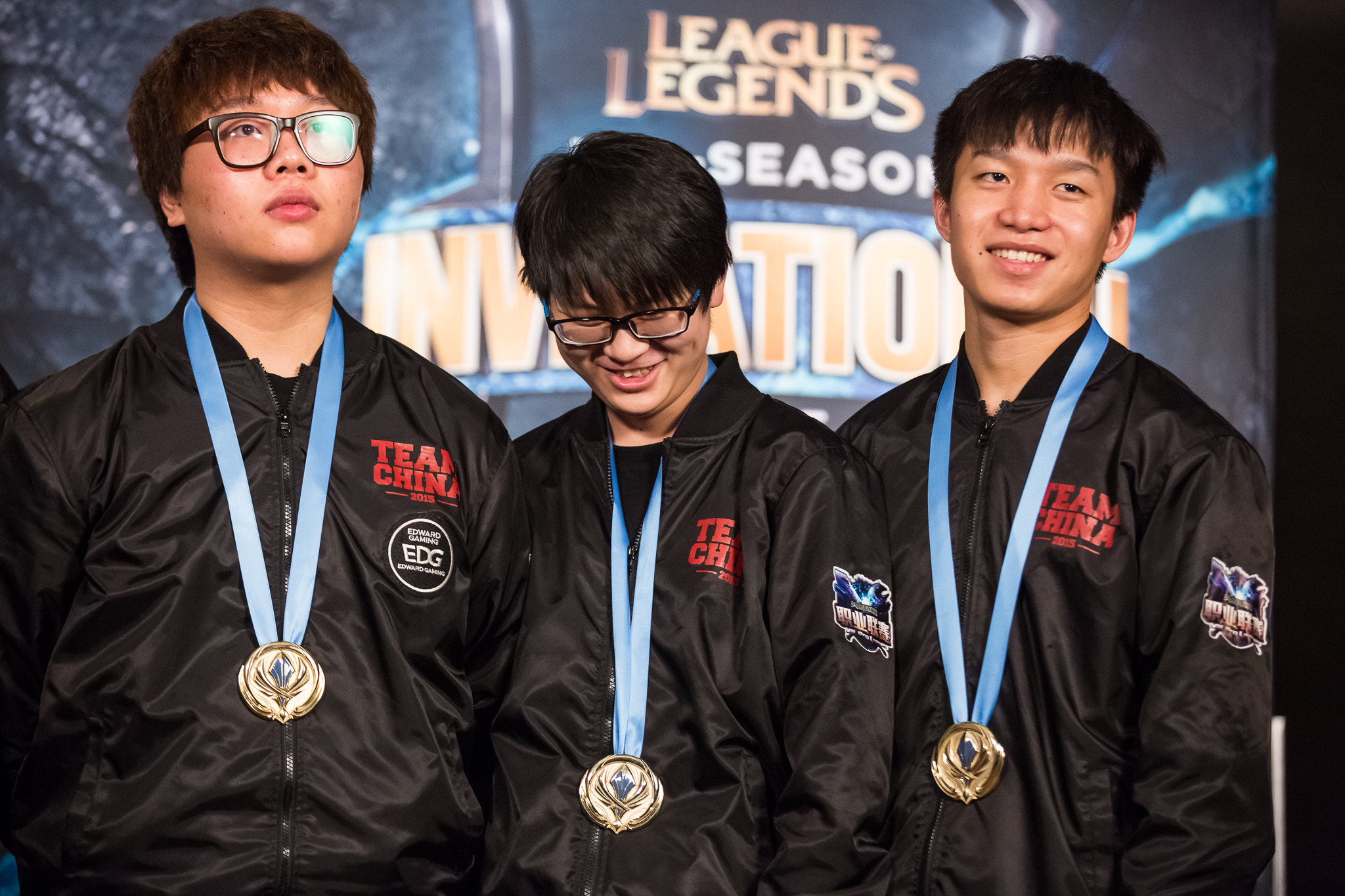
Các tuyển thủ PawN, Meiko vả Clearlove của EDward Gaming sau khi vô địch giải đấu

- 4 đội tham gia thi đấu.
- Các đội sẽ thi đấu theo thể thức Loại trực tiếp (Single Elimination).
- Tất cả các trận đấu sẽ thi đấu theo thể thức BO5.

### Showmatch
- Diễn ra như 1 trận đấu thông thường.
- Quy tắc đặc biệt:
  - Các bình luận viên thi đấu cho đội Demacia, trong khi các  tuyển thủ chuyên nghiệp thi đấu cho đội Noxus.
  - Thi đấu theo thể thức chọn ẩn, đội Demacia chỉ được chọn các tướng đến từ hay đại diện cho Demacia, trong khi đội Noxus chỉ được chọn các tướng đến từ hay đại diện cho Noxus.

## Các đội tham dự
| Quốc gia   | Liên đoàn | Thành tích       | Đội                   | ID  |
| ---------- | --------- | ---------------- | --------------------- | --- |
| Hàn Quốc   | LCK       | Vô địch mùa xuân | SK Telecom T1         | SKT |
| Trung Quốc | LPL       | Vô địch mùa xuân | EDward Gaming         | EDG |
| Châu Âu    | EU LCS    | Vô địch mùa xuân | Fnatic                | FNC |
| Bắc Mỹ     | NA LCS    | Vô địch mùa xuân | Team SoloMid          | TSM |
| LMS        | LMS       | Vô địch mùa xuân | ahq Esports Club      | ahq |
| Wildcard   | IWCI      | Vô địch IWCI     | Beşiktaş Esports Club | BJK |

## Vòng khởi động
| VT | Đội                   | ST | T | B | HS | Giành quyền tham dự     |
| -- | --------------------- | -- | - | - | -- | ----------------------- |
| 1  | SK Telecom T1         | 5  | 5 | 0 | +5 | Lọt vào Vòng phân nhánh |
| 2  | EDward Gaming         | 5  | 4 | 1 | +3 | Lọt vào Vòng phân nhánh |
| 3  | Ahq Esports Club      | 5  | 3 | 2 | +1 | Lọt vào Vòng phân nhánh |
| 4  | Fnatic                | 5  | 2 | 3 | -1 | Lọt vào Vòng phân nhánh |
| 5  | Team SoloMid          | 5  | 1 | 4 | -3 |                         |
| 6  | Beşiktaş Esports Club | 5  | 0 | 5 | -5 |                         |

## Vòng phân nhánh
|  |                  |                  |               |               |   |               |               |           |
|  | Bán kết          | Bán kết          | Bán kết       |               |   | Chung kết     | Chung kết     | Chung kết |
|  | Bán kết          | Bán kết          | Bán kết       |               |   | Chung kết     | Chung kết     | Chung kết |
|  |                  |                  |               |               |   |               |               |           |
|  |                  |                  |               |               |   |               |               |           |
|  | SK Telecom T1    | SK Telecom T1    | 3             |               |   |               |               |           |
|  | SK Telecom T1    | SK Telecom T1    | 3             |               |   |               |               |           |
|  | Fnatic           | Fnatic           | 2             |               |   |               |               |           |
|  | Fnatic           | Fnatic           | 2             |               |   | SK Telecom T1 | SK Telecom T1 | 2         |
|  |                  |                  |               |               |   | SK Telecom T1 | SK Telecom T1 | 2         |
|  |                  |                  | EDward Gaming | EDward Gaming | 3 |               |               |           |
|  | EDward Gaming    | EDward Gaming    | EDward Gaming | EDward Gaming | 3 | 3             |               |           |
|  | EDward Gaming    | EDward Gaming    |               |               |   |               |               |           |
|  | ahq Esports Club | ahq Esports Club | 0             |               |   |               |               |           |
|  | ahq Esports Club | ahq Esports Club | 0             |               |   |               |               |           |